# Сельков, Сергей Алексеевич
Сергей Алексеевич Сельков (род. 1954) — советский и российский учёный, иммунолог и инфекционист, доктор медицинских наук, профессор по специальности «аллергология и иммунология», член-корреспондент РАЕН, руководитель лаборатории иммунологии с группой по диагностике СПИД Института акушерства, гинекологии и репродуктологии им. Д. О. Отта (Санкт-Петербург), Заслуженный деятель науки РФ.

## Биография
В 1977 году окончил с отличием I Ленинградский медицинский институт им. акад. И. П. Павлова.
С 1977 года по 1987 год последовательно занимал должности ординатора, аспиранта, младшего научного сотрудника и ассистента кафедры инфекционных болезней I ЛМИ им. акад. И. П. Павлова.
C 1988 года по настоящее время — заведующий лабораторией иммунологии с группой по диагностике СПИД ФГНУ «Института акушерства, гинекологии и репродуктологии им. Д. О. Отта» Архивная копия от 18 февраля 2015 на Wayback Machine
В 1996 году защитил докторскую диссертацию по специальности аллергологи и иммунология «Иммунологические аспекты невынашивания беременности»
В 1997 году избран членом Учёного совета и членом Диссертационного совета «Института акушерства, гинекологии и репродуктологии им. Д. О. Отта»
В 1998 году присвоено звание профессора.
В 2004 году избран членом Германо-Российского Общества акушеров-гинекологов .
В 2014 году Указом Президента Российской Федерации присвоено звание «Заслуженный деятель науки Российской Федерации»

## Научная деятельность
- Специалист в области иммунологии репродукции, автор и соавтор более 450 научных работ (в том числе 3 монографии, 4 изобретения и патента). Подготовил 21 кандидата и 4-х докторов наук. Направление научных исследований — изучение вопросов клинической иммунологии при различных физиологических и патологических состояниях, изучение роли плаценты в материнско-фетальных иммунологических взаимодействиях..

Монография «Плацентарные макрофаги», написанная в 2007 году совместно с О. В. Павловым является изданием, обобщающим имеющиеся сведения о плацентарных макрофагах и описывающим новые данные, касающиеся их роли в процессах репродукции. http://bookmix.ru/book.phtml?id=245671
Оригинальные исследования, посвященные иммунорегуляции развития сосудистой сети плаценты обобщены в изданной в 2012 году совместной с Д. И. Соколовым монографии «Иммунологический контроль формирования сосудистой сети плаценты».
Исследования С. А. Селькова и его учеников, посвящённые роли иммунной системы в развитии наружного генитального эндометриоза позволили сформулировать концепцию иммунопатогенеза этого самого распространённого гинекологического заболевания, являющегося основной причиной бесплодия и разработать методы рациональной иммуномодулирующей терапии.
Одним из направлений исследований С. А. Селькова является изучение роли репродуктивно-значимых инфекций. Важным практическим результатом этих исследований явилось создание нового оригинального противовирусного препарата «Полирем», запатентованного С. А. Сельковым совместно с сотрудниками ФГБУ «Научно-исследовательский институт гриппа» Минздравсоцразвития РФ и Санкт-Петербургского технологического института (Технического университета).
С. А. Сельков является инициатором и одним из руководителей научной школы «Иммунология репродукции». Научные исследования, проводимые в рамках этой школы с 2006 года поддерживаются грантами Президента РФ и Министерства образования и науки РФ.
Член редакционных коллегий журналов:
«Акушерство и гинекология», «TERRA MEDICA. Лабораторная диагностика»
Член редакционного совета журналов «Журнал акушерства и женских болезней» и «Инфекция и иммунитет» (недоступная ссылка)